# Marty Schottenheimer
(en) Statistiques sur pro-football-reference
Marty Schottenheimer, né le 23 septembre 1943 à Canonsburg en Pennsylvanie et mort le 8 février 2021, est un joueur puis entraîneur de football américain. Il a été entraîneur principal dans la National Football League (NFL) durant 21 ans pour quatre équipes différentes, les Browns de Cleveland, les Chiefs de Kansas City, les Redskins de Washington et les Chargers de San Diego
En tant joueur, il a joué comme linebacker pour les Bills de Buffalo (1965-1968) et les Patriots de Boston (1969-1970) dans l'American Football League (AFL) puis dans la NFL avant de se reconvertir en entraîneur en 1974.

## Biographie

### Carrière de joueur
Il a joué au niveau universitaire pour les Panthers, équipe représentant l'Université de Pittsburgh. Il est sélectionné par les Colts de Baltimore au 4e tour, en tant que 49e joueur choisi, lors de la draft 1965 de la NFL. Il est également sélectionné à la draft au sein de l'American Football League, ligue en concurrence avec la NFL, par les Bills de Buffalo. Il rejoint les Bills au sein de l'AFL et il remporte le championnat durant sa première saison. Il rejoint en 1969 les Patriots de Boston. Après deux saisons avec les Patriots, il se retire du football américain et part travailler dans le domaine de l'immobilier.

### Carrière d'entraîneur
Il commence sa carrière d'entraîneur en 1974 lorsqu'il devient entraîneur des linebackers pour le Storm de Portland dans la World Football League. Il rejoint l'année suivante les Giants de New York comme entraîneur des linebackers pour deux saisons avant d'être promu au poste de coordinateur défensif en 1977. Il rejoint les Lions de Détroit l'année suivante pour être l'entraîneur des linebackers, puis devient en 1980 le coordinateur défensif des Browns de Cleveland. Il devient l'entraîneur principal des Browns en 1984 après le renvoi de Sam Rutigliano durant la saison.
Comme entraîneur principal des Browns, il mène l'équipe à quatre participations consécutives aux éliminatoires, dont deux présences en match de championnat AFC lors des saisons 1986 et 1987, qui se concluent chacun par une défaite aux mains des Broncos de Denver. Après avoir perdu au tour préliminaire en 1988, Schottenheimer quitte l'équipe après des différends avec la direction des Browns.
En 1989, il devient l'entraîneur principal des Chiefs de Kansas City. Il mène les Chiefs aux éliminatoires durant six saisons consécutives, entre 1990 et 1995, mais sans toutefois atteindre le Super Bowl. Il connaît une première saison perdante en 1998, lorsque les Chiefs terminent la saison avec 7 victoires contre 9 défaites et une exclusion des éliminatoires. Il démissionne après cette saison.
Il devient analyste pour les matchs de la NFL pour la chaîne ESPN en 1999. Après deux ans, il revient comme entraîneur en acceptant un poste avec les Redskins de Washington en 2001. La saison commence très mal pour Schottenheimer et les Redskins qui perdent les 5 premiers matchs du calendrier, mais remportent 8 des 11 derniers matchs pour finir la saison avec un bilan équilibré et manquer de peu les éliminatoires. Malgré cela, il est renvoyé après une seule saison.
Peu après son renvoi par les Redskins, il est engagé par les Chargers de San Diego. Après des débuts difficiles avec les Chargers, il est nommé entraîneur de l'année en 2004 après avoir mené l'équipe à une première participation en éliminatoires depuis 1995, saison qui se conclut par une sortie au tour préliminaire contre les Jets de New York. En 2006, il mène les Chargers à une excellente fiche de 14 victoires et 2 défaites, la meilleure fiche dans la NFL. Malgré tout, son équipe s'incline au tour de division contre les Patriots de la Nouvelle-Angleterre. Peu après cette élimination, il est renvoyé par les Chargers le 12 février 2007 à la suite de nombreux désaccords avec la direction des Chargers.
En 2011, il est nommé entraîneur principal et manager général des Destroyers de la Virginie, équipe de la United Football League (UFL). Durant cette saison écourtée pour des raisons financières, les Destroyers terminent en tête du classement avec 3 victoires et 1 défaite puis remportent la finale du championnat face aux Locomotives de Las Vegas. Schottenheimer remporte son tout premier championnat en tant qu'entraîneur. Il démissionne peu avant le début de la saison 2012.

### Maladie et mort
En 2016, il est révélé que Schottenheimer souffre de la maladie d'Alzheimer, qui lui a été diagnostiquée cinq ans plus tôt. En février 2021, son état s'aggrave et il est placé dans une résidence de soins de longue durée à Charlotte. Il meurt des suites de sa maladie le 8 février 2021.

## Style et philosophie
Durant sa carrière d'entraîneur, Schottenheimer était reconnu pour son approche conservatrice, en se concentrant surtout sur la défensive et le jeu par la course pour gagner des parties. Il a utilisé une philosophie de jeu conservatrice, nommé « Marty ball », qui consiste à utiliser principalement la course durant les séquences en attaque. La stratégie de Schottenheimer était la suivante : une course à la première tentative, une nouvelle course à la deuxième, une passe à la troisième, et un punt ou un field goal à la quatrième. Cette philosophie était souvent simplement résumée en « run, run, pass, punt »,.
Cette stratégie a été efficace en saison régulière, les équipes menées par Schottenheimer s'étant qualifiées aux éliminatoires à 13 reprises et ayant remporté 8 fois le titre de division, et l'entraîneur a compilé une fiche de 200 victoires, 126 défaites et un match nul. Celle-ci s'est toutefois avérée infructueuse en phase éliminatoire pour ses équipes, avec 5 victoires contre 13 défaites, et qui n'ont pas réussi à atteindre le Super Bowl sous sa gouverne.

## Statistiques comme entraîneur
| Équipe                 | Saison          | Saison régulière | Saison régulière | Saison régulière | Saison régulière | Saison régulière | Phase éliminatoire | Phase éliminatoire | Phase éliminatoire | Phase éliminatoire                                                        |
| Équipe                 | Saison          | G                | P                | N                | % victoires      | Classement       | G                  | P                  | % victoires        | Résultat                                                                  |
| ---------------------- | --------------- | ---------------- | ---------------- | ---------------- | ---------------- | ---------------- | ------------------ | ------------------ | ------------------ | ------------------------------------------------------------------------- |
| Browns de Cleveland    | 1984            | 4                | 4                | 0                | 50               | 3e AFC Central   | -                  | -                  | -                  | -                                                                         |
| Browns de Cleveland    | 1985            | 8                | 8                | 0                | 50               | 1er AFC Central  | 0                  | 1                  | 0                  | Défaite contre les Dolphins de Miami en tour de division                  |
| Browns de Cleveland    | 1986            | 12               | 4                | 0                | 75               | 1er AFC Central  | 1                  | 1                  | 50                 | Défaite contre les Broncos de Denver en finale de conférence              |
| Browns de Cleveland    | 1987            | 10               | 5                | 0                | 66,7             | 1er AFC Central  | 1                  | 1                  | 50                 | Défaite contre les Broncos de Denver en finale de conférence              |
| Browns de Cleveland    | 1988            | 10               | 6                | 0                | 62,5             | 2e AFC Central   | 0                  | 1                  | 0                  | Défaite contre les Oilers de Houston au tour préliminaire                 |
| Totaux Browns          | Totaux Browns   | 44               | 27               | 0                | 62               |                  | 2                  | 4                  | 33,3               |                                                                           |
| Chiefs de Kansas City  | 1989            | 8                | 7                | 1                | 53,3             | 2e AFC Ouest     | -                  | -                  | -                  | -                                                                         |
| Chiefs de Kansas City  | 1990            | 11               | 5                | 0                | 68,8             | 2e AFC Ouest     | 0                  | 1                  | 0                  | Défaite contre les Dolphins de Miami au tour préliminaire                 |
| Chiefs de Kansas City  | 1991            | 10               | 6                | 0                | 62,5             | 2e AFC Ouest     | 1                  | 1                  | 50                 | Défaite contre les Bills de Buffalo au tour de division                   |
| Chiefs de Kansas City  | 1992            | 10               | 6                | 0                | 62,5             | 2e AFC Ouest     | 0                  | 1                  | 0                  | Défaite contre les Chargers de San Diego au tour préliminaire             |
| Chiefs de Kansas City  | 1993            | 11               | 5                | 0                | 68,8             | 1er AFC Ouest    | 2                  | 1                  | 66,7               | Défaite contre les Bills de Buffalo en finale de conférence               |
| Chiefs de Kansas City  | 1994            | 9                | 7                | 0                | 56,3             | 2e AFC Ouest     | 0                  | 1                  | 0                  | Défaite contre les Dolphins de Miami au tour préliminaire                 |
| Chiefs de Kansas City  | 1995            | 13               | 3                | 0                | 81,3             | 1er AFC Ouest    | 0                  | 1                  | 0                  | Défaite contre les Colts d'Indianapolis au tour de division               |
| Chiefs de Kansas City  | 1996            | 9                | 7                | 0                | 56,3             | 2e AFC Ouest     | -                  | -                  | -                  | -                                                                         |
| Chiefs de Kansas City  | 1997            | 13               | 3                | 0                | 81,3             | 1er AFC Ouest    | 0                  | 1                  | 0                  | Défaite contre les Broncos de Denver au tour de division                  |
| Chiefs de Kansas City  | 1998            | 7                | 9                | 0                | 43,8             | 4e AFC Ouest     | -                  | -                  | -                  | -                                                                         |
| Totaux Chiefs          | Totaux Chiefs   | 101              | 58               | 1                | 63,5             |                  | 3                  | 7                  | 30                 |                                                                           |
| Redskins de Washington | 2001            | 8                | 8                | 0                | 50               | 2e NFC Est       | -                  | -                  | -                  | -                                                                         |
| Totaux Redskins        | Totaux Redskins | 8                | 8                | 0                | 50               |                  | -                  | -                  | -                  |                                                                           |
| Chargers de San Diego  | 2002            | 8                | 8                | 0                | 50               | 3e AFC Ouest     | -                  | -                  | -                  | -                                                                         |
| Chargers de San Diego  | 2003            | 4                | 12               | 0                | 25               | 4e AFC Ouest     | -                  | -                  | -                  | -                                                                         |
| Chargers de San Diego  | 2004            | 12               | 4                | 0                | 75               | 1er AFC Ouest    | 0                  | 1                  | 0                  | Défaite contre les Jets de New York au tour préliminaire                  |
| Chargers de San Diego  | 2005            | 9                | 7                | 0                | 56,3             | 3e AFC Ouest     | -                  | -                  | -                  | -                                                                         |
| Chargers de San Diego  | 2006            | 14               | 2                | 0                | 87,5             | 1er AFC Ouest    | 0                  | 1                  | 0                  | Défaite contre les Patriots de la Nouvelle-Angleterre au tour de division |
| Totaux Chargers        | Totaux Chargers | 47               | 33               | 0                | 58,8             |                  | 0                  | 2                  | 0                  |                                                                           |
| Totaux                 | Totaux          | 200              | 126              | 1                | 61,3             |                  | 5                  | 13                 | 27,8               |                                                                           |